# Furuset I.F.
Furuset Ishockey su norveški klub u športu hokeju na ledu iz mjesta Furuseta, sjeveroistočnog predgrađa grada Osla. Utemeljen je 1934.
Svoje domaće utakmice igraju u dvorani Furuset Forum, koja može primiti 1200 gledatelja.

## Uspjesi
Bili su norveškim prvacima i 1948/49., 1953/54., 1979/80. i 1989/90.
Bili su pobjednicima lige 1978/79., 1979/80. i 1989/90.

## Vanjske poveznice
- https://web.archive.org/web/20090501005047/http://www.furuset.no/index.php?cat=48 Službene stranice
- https://web.archive.org/web/20160112225920/http://ulvene.no/ Navijačke stranice